# Nima Youchidj
Pour les articles homonymes, voir Nima et Youchidj.
Ali Esfandiari (en persan : علی اسفندیاری), plus connu sous son nom de plume Nima Youchidj (en persan : نیما یوشیج, aussi transcrit Nima Yushij), né en 1895 et mort en 1958 d'une pneumonie, est un poète iranien contemporain, qui a beaucoup contribué à la création de la poésie persane moderne, connue sous le nom de she’r-e no ("poésie nouvelle") ou  she’r-e nimaa'i ("poésie de Nima").

## Biographie
Il est né dans le village de Yush, dans le Mazandaran en 1895, où il passe son enfance entre les travaux des champs et l'école traditionnelle iranienne, sous l'autorité du Mollah de son village. 
Il rentre au Collège Saint-Louis (Téhéran) à Téhéran à l'âge de douze ans afin d'y finir ses études supérieures en français. C'est dans cette école qu'un professeur le guide dans ses premières découvertes poétiques. 
Il compose d'abord des vers en suivant les grands de la poésie classique Saadi et Hafez par exemple, puis commence à suivre son propre chemin, sans précédent dans la poésie persane : la poésie qui ne tient compte ni du mètre, ni de la rime. Ay Shab ("Ô Nuit") et Afsaneh ("Mythe") sont des œuvres qui appartiennent à cette période de transition dans la vie de l'auteur (1922).
Les occasions dans lesquelles Nima a publié ses œuvres sont notables. Durant les premières années pendant lesquelles Nima écrivait, la presse était contrôlée par le pouvoir, et sa poésie, qui allait plus loin que la norme établie à l'époque, n'avait pas l'autorisation d'être publiée. Pour cette raison, la plupart des premiers poèmes de Nima Youchidj n'ont pas été lu par le public avant les années 1930. 
Après la chute de Reza Shah (1941), Nima est devenu membre du comité éditorial du magazine Musique. Travaillant avec Sadeq Hedayat, il a publié un grand nombre de ses poèmes dans ce magazine. Il a seulement publié ses œuvres à son compte en deux occasions : L'histoire pâle et La famille du soldat.
La fermeture de Musique coïncide avec la formation du Parti Tudeh et l'apparition d'un certain nombre de publications gauchistes. Radical par nature, Nima est attiré par les nouveaux journaux et publie de nombreuses compositions dans ceux-ci.
Ahmad Zia Hashtroudy et Abul Ghasem Janati Atayi sont parmi les premiers à avoir travaillé sur la vie et l'œuvre de Nima Youchidj.

## Œuvres
- Le Conte pâle, 1921.
- Ô Nuit / Ay Shab, 1922.
- Mythes / Afsâneh (افسانه), 1923, traduit par Roger Lescot, Téhéran, 1963.
- La famille du soldat, 1925.
- Prison, 1935.
- Phénix, 1937.
- Une mère et un fils, 1945.
- Le Gardien de nuit, 1947.